# Lackadivsjön

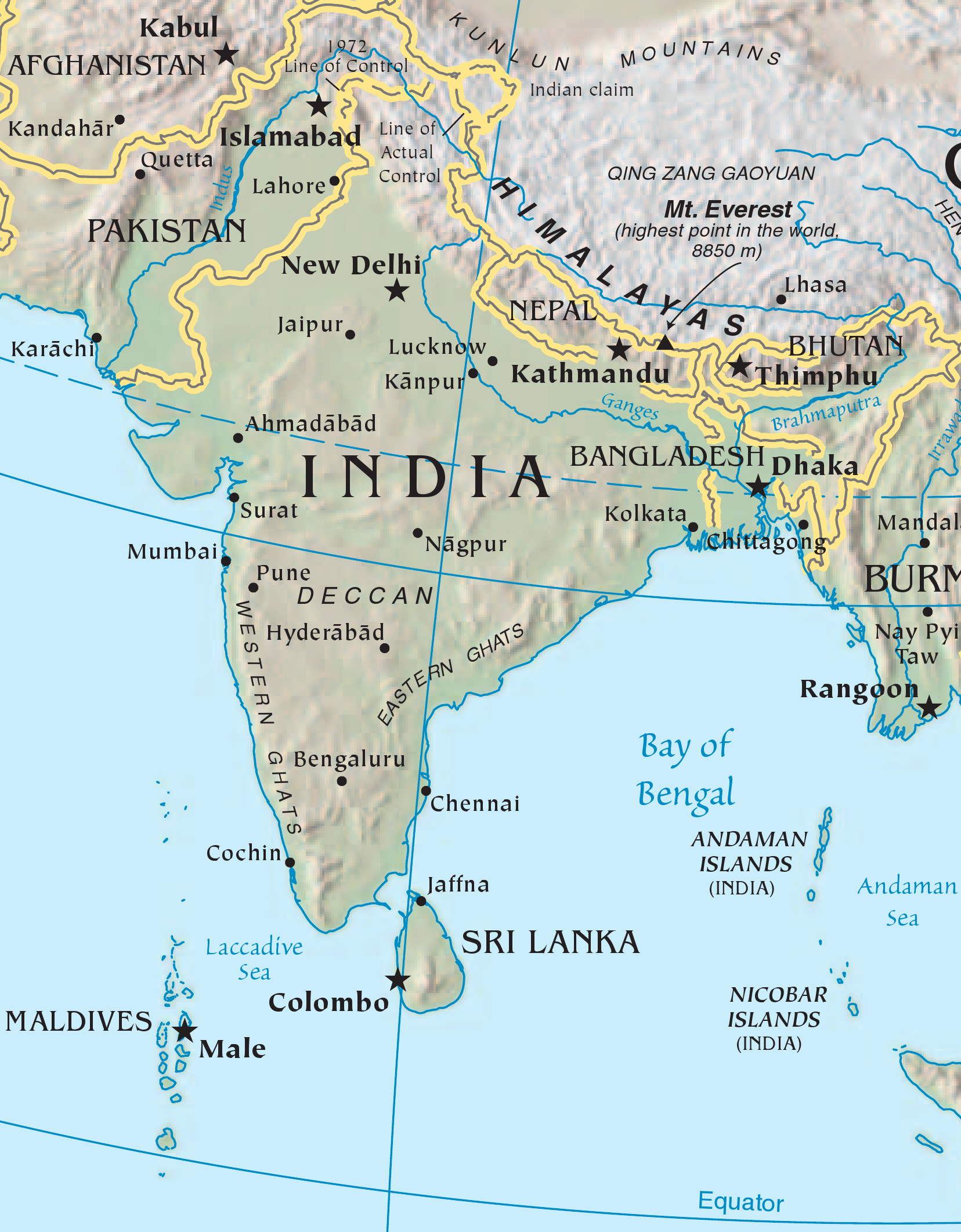
Lackadivsjön i sydvästra Indien.

Lackadivsjön (malayalam: ലക്ഷദ്വീപ കടല്‍) är ett randhav i Indiska oceanen mellan ögruppen Lackadiverna och Malabarkusten i sydvästra Indien. Det varma havet har en stabil temperatur året runt och har ett rikt marint liv där bara Mannarbukten ensam är hem till cirka 3600 arter.

## Utsträckning
International Hydrographic Organization definierar gränserna för Lackadivsjön enligt följande:
- I väst. En linje som går mellan Sadashivgad Lt. och Indiens västkust (14°48′N 74°07′Ö / 14.800°N 74.117°Ö) till Corah Divh (13°42′N 72°10′Ö / 13.700°N 72.167°Ö) och därifrån ner västra sidan av Lackadiverna [Lakshadweep] och arkipelagen Maldiverna till den sydligaste punkten av Adduatollen i Maldiverna.
- I syd. En linje som går från Dondra Head i Ceylon [Sri Lanka] till den sydligaste punkten av Adduatollen.
- I öst. Västkusten av Ceylon och Indien.
- I nordöst. Adamsbron (mellan Indien och Ceylon).